# Vibrio cholerae
Vibrio cholerae is een gramnegatieve kommavormige bacterie die de veroorzaker is van cholera bij de mens. De bacterie werd door de Italiaanse anatoom Filippo Pacini ontdekt in 1854, maar was niet algemeen bekend tot Robert Koch dertig jaar later, onafhankelijk van Pacini, een manier vond om de bacterie te bestrijden.
De bacterie zorgt na adhesie aan de intestinale mucosa via een toxine voor infectie en vochtverlies. Het vochtverlies gebeurt zeer snel, en daarnaast is er ook matige diarree. Onbehandeld kan cholera snel tot de dood leiden, behandeld is er echter een goede prognose.
Verspreiding van de bacterie gebeurt via uitwerpselen. Deze komen in water of zeevruchten terecht en zo in kleine hoeveelheden bij de mens. Er bestaat een vaccin, maar deze heeft veel bijwerkingen en wordt enkel gebruikt in hoog-risicozones.